# Nieszawa
Nieszawa é um município da Polônia, na voivodia da Cujávia-Pomerânia e no condado de Aleksandrów. Estende-se por uma área de 9,85 km², com 1 914 habitantes, segundo os censos de 2017, com uma densidade de 195,5 hab/km².